# Гонсало Ескаланте
Гонсало Ескаланте (ісп. Gonzalo Escalante; народився 27 березня 1993 року, Белья-Віста, Аргентина) — аргентинський футболіст, півзахисник італійського «Лаціо». На умовах оренди грає за «Кремонезе».

## Клубна кар'єра
Ескаланте — вихованець клубу «Бока Хуніорс». Гонсало був капітаном молодіжної команди «Бока» і допоміг хлопцям виграти молодіжну першість. 2013 його внесли до заявки основної команди. 13 квітня в матчі проти «Сан-Мартін Сан-Хуан» Ескаланте дебютував в аргентинській Прімері, замінивши у другому таймі Клементе Родрігеса. Гонсало рідко виходив на поле і вирішив покинути команду.
Влітку 2014 року Ескаланте на правах оренди перейшов до італійської «Катанії». 12 жовтня у матчі проти «Барі» він дебютував в італійській Серії B. 28 жовтня в поєдинку проти «Віртус Ентелла» Ескаланте забив свій перший гол за нову команду. Головному тренерові «Катанії» Маурісіо Пельєгріно сподобалася гра Гонсало, тому клуб викупив його трансфер у «Бока Хуніорс» за 400 тис. євро. На початку 2015 року в «Катанії» змінився тренер і Ескаланте перестав потрапляти до основного складу, виходячи здебільшого на заміну.
Влітку 2015 року для набуття ігрової практики Гонсало на правах оренди перейшов до іспанського «Ейбара». 24 серпня в матчі проти «Гранади» він дебютував в Ла Лізі. У цьому ж поєдинку Ескаланте забив свій перший гол за «Ейбар». Гонсало добре вписався в гру нової команди і через півроку керівництво схвалило його перехід на постійній основі. Контракт підписано до 2020 року, сума трансферу становить 750 тис. євро.
На початку 2020 року домовився з «Лаціо» і приєднався до його лав влітку того ж року після завершення діючого контракту з «Ейбаром». Спочатку мав регулярну ігрову практику в римському клубі, але від початку сезону 2021/22 перестав потрапляти до його складу і на початку 2022 року був відданий в оренду до іспанського «Алавеса».
9 серпня того ж 2022 року також на орендних умовах перейшов до «Кремонезе».

## Статистика виступів
Востаннє оновлено 14 серпня 2022 року
| Сезон                    | Команда                  | Чемпіонат                | Чемпіонат | Чемпіонат | Національний кубок | Національний кубок | Національний кубок | Континентальні кубки | Континентальні кубки | Континентальні кубки | Інші змагання | Інші змагання | Інші змагання | Усього | Усього |
| Сезон                    | Команда                  | Ліга                     | Ігор      | Голів     | Ліга               | Ігор               | Голів              | Ліга                 | Ігор                 | Голів                | Ліга          | Ігор          | Голів         | Ігор   | Голів  |
| ------------------------ | ------------------------ | ------------------------ | --------- | --------- | ------------------ | ------------------ | ------------------ | -------------------- | -------------------- | -------------------- | ------------- | ------------- | ------------- | ------ | ------ |
| 2012–13                  | «Бока Хуніорс»           | ПД                       | 6         | 0         | КА                 | 0                  | 0                  | КЛ+ПАК               | 0+0                  | 0+0                  | -             | -             | -             | 6      | 0      |
| 2013–14                  | «Бока Хуніорс»           | ПД                       | 5         | 0         | -                  | -                  | -                  | -                    | -                    | -                    | -             | -             | -             | 5      | 0      |
| Усього за «Бока Хуніорс» | Усього за «Бока Хуніорс» | Усього за «Бока Хуніорс» | 11        | 0         |                    | 0                  | 0                  |                      | 0                    | 0                    |               |               |               | 11     | 0      |
| 2014–15                  | «Катанія»                | B                        | 26        | 1         | КІ                 | 0                  | 0                  | -                    | -                    | -                    | -             | -             | -             | 26     | 1      |
| 2015–16                  | «Ейбар»                  | ПД                       | 34        | 3         | КІ                 | 2                  | 0                  | -                    | -                    | -                    | -             | -             | -             | 36     | 3      |
| 2016–17                  | «Ейбар»                  | ПД                       | 30        | 2         | КІ                 | 5                  | 0                  | -                    | -                    | -                    | -             | -             | -             | 35     | 2      |
| 2017–18                  | «Ейбар»                  | ПД                       | 28        | 1         | КІ                 | 0                  | 0                  | -                    | -                    | -                    | -             | -             | -             | 28     | 1      |
| 2018–19                  | «Ейбар»                  | ПД                       | 32        | 4         | КІ                 | 0                  | 0                  | -                    | -                    | -                    | -             | -             | -             | 32     | 4      |
| 2019–20                  | «Ейбар»                  | ПД                       | 23        | 0         | КІ                 | 1                  | 0                  | -                    | -                    | -                    | -             | -             | -             | 24     | 0      |
| Усього за «Ейбар»        | Усього за «Ейбар»        | Усього за «Ейбар»        | 147       | 10        |                    | 8                  | 0                  |                      | -                    | -                    |               | -             | -             | 155    | 10     |
| 2020–21                  | «Лаціо»                  | A                        | 24        | 0         | КІ                 | 2                  | 0                  | ЛЧ                   | 4                    | 0                    | -             | -             | -             | 30     | 0      |
| 2021-січ.2022            | «Лаціо»                  | A                        | 1         | 0         | КІ                 | 0                  | 0                  | ЛЄ                   | 0                    | 0                    | -             | -             | -             | 1      | 0      |
| Усього за «Лаціо»        | Усього за «Лаціо»        | Усього за «Лаціо»        | 25        | 0         |                    | 2                  | 0                  |                      | 4                    | 0                    |               | -             | -             | 31     | 0      |
| січ.-черв. 2022          | «Алавес»                 | ПД                       | 17        | 5         | КІ                 | 0                  | 0                  | -                    | -                    | -                    | -             | -             | -             | 17     | 5      |
| 2022–23                  | «Кремонезе»              | A                        | 1         | 0         | КІ                 | 0                  | 0                  | -                    | -                    | -                    | -             | -             | -             | 1      | 0      |
| Усього за кар'єру        | Усього за кар'єру        | Усього за кар'єру        | 227       | 16        |                    | 10                 | 0                  |                      | 4                    | 0                    |               | -             | -             | 241    | 16     |